# Juan Rossi
Juan A. Rossi (ur. ? – zm. ?) – argentyński piłkarz, grający podczas kariery na pozycji napastnika. 

## Kariera klubowa
Juan Rossi podczas piłkarskiej kariery występował w klubie San Isidro Buenos Aires.
Z San Isidro dwukrotnie zdobył wicemistrzostwo Argentyny w 1912 i 1913.

## Kariera reprezentacyjna
W reprezentacji Argentyny Rossi występował w latach 1908-1913. W reprezentacji zadebiutował 15 sierpnia 1908 w zremisowanym 2-2 meczu z Urugwajem, którego stawką była Copa Lipton.
Ostatni raz w reprezentacji Rossi wystąpił 26 października 1913 w przegranym 0-1 meczu z Urugwajem w ramach Copa Newton. Ogółem w barwach albicelestes wystąpił w 3 meczach.
| Mecze i gole w reprezentacji | Mecze i gole w reprezentacji | Mecze i gole w reprezentacji | Mecze i gole w reprezentacji | Mecze i gole w reprezentacji | Mecze i gole w reprezentacji | Mecze i gole w reprezentacji |
| #                            | Data                         | Miasto                       | Przeciwnik                   | Gol                          | Wynik                        | Rozgrywki                    |
| ---------------------------- | ---------------------------- | ---------------------------- | ---------------------------- | ---------------------------- | ---------------------------- | ---------------------------- |
| 1.                           | 15.08.1908                   | Montevideo                   | Urugwaj                      |                              | 2:2                          | Copa Lipton                  |
| 2.                           | 19.09.1909                   | Montevideo                   | Urugwaj                      |                              | 2:2                          | Copa Newton                  |
| 3.                           | 26.10.1913                   | Montevideo                   | Urugwaj                      |                              | 0:1                          | Copa Newton                  |